# Thị trấn Szydłów
Szydłów [ˈʂɨdwuf] là một thị trấn ở Hạt staszow, ŚWIĘTOKRZYSKIE, Lesser Poland. Đó là trung tâm của gmina (khu hành chính) được gọi là Gmina Szydłów. Nó nằm cách khoảng 13 km về phía tây Staszów và 43 km về phía đông nam của thủ đô khu vực Kielce. Làng có dân số  1.093.
Lịch sử của Szydłów có từ thế kỷ thứ XII khi mà nó đã giành được quyền thành phố vào năm 1329, tuy nhiên lại mất chúng vào năm 1869. Ngôi làng này có một số điểm thu hút khách du lịch, bao gồm Giáo đường Do Thái Szydłów thế kỷ XVI, một số tòa nhà và nhà thờ có niên đại từ thế kỷ XIV và những tàn tích của một lâu đài từ cùng thời. Bản kiểm kê chính thức đầu tiên của các tòa nhà quan trọng ở Ba Lan, Tổng quan về bản chất của các di tích cổ ở Vương quốc Ba Lan, do Kazimierz Stronczyński dẫn đầu từ năm 1844 - 1855, mô tả Giáo đường Szydłów là một trong những công trình kiến trúc nổi tiếng của Ba Lan.

## Vị trí
Szydłów nằm ở vùng cao Lesser Ba Lan, giữa dãy núi Świętokrzyskie và đồng bằng Połaniec. Ngôi làng nằm trong biên giới của Khu vực cảnh quan được bảo vệ của Chmielnik hèSzydłów. Khoảng cách đến Kielce là 40 km, đến Staszów 12 km. Do có nhiều vườn mận, ngôi làng được gọi là Plum Capital của Ba Lan. Hàng năm, lễ hội mận diễn ra ở đây. Ngôi làng được cắt ngang bởi hai con đường khu vực 765 và 756; hơn nữa, Szydłów là một điểm dừng dọc theo con đường Lesser Ba Lan.

## Lịch sử
Lần đầu tiên người ta đề cập đến Szydłów là vào năm 1191, trong các tài liệu của nhà thờ Sandomierz Collegiate. Vào thời điểm đó, ngôi làng thuộc sở hữu của các vị vua Ba Lan, nằm dọc theo con đường buôn bán Vistula, con đường có tầm quan trọng lớn vào cuối thời Trung cổ. Vào ngày 1 tháng 7 năm 1329, Szydłów được thành lập như một thị trấn theo luật thị trấn Środa Śląska (xem thêm: Quyền Magdeburg).
Vào giữa thế kỷ XIV, Vua Casimir III Đại đế đã thành lập tại đây một lâu đài kiên cố và Nhà thờ Saint Ladislaus. Thị trấn được bao quanh bởi một bức tường phòng thủ, với ba cổng: Cổng Kraków, Cổng Opatów và Cổng nước. Ngay sau đó, Szydłów trở thành trụ sở của một starosta, và thợ thủ công, cũng như những người định cư Do Thái lần đầu tiên đến đây. Thị trấn nằm ở Sandomierz Voivodeship của Ba Lan, và vị trí của nó đã giúp các thương nhân rượu, gia súc và hoa bia, những người sẽ đi cùng với hàng hóa của họ đến Sandomierz. Vào thế kỷ XVI, Szydłów nổi lên như một trung tâm sản xuất vải. Cùng với đó là thợ may, thợ làm bánh, thợ đóng giày, thợ rèn sắt, thợ làm yên ngựa, thợ làm kiếm và thợ làm nồi. Ở đây cũng có một nhà máy bia. Năm 1528, nhà máy nước và nhà tắm đã được mở. Năm 1564, thị trấn có 180 ngôi nhà, trong đó 49 ngôi nhà nằm trên quảng trường chợ, nhưng năm sau, một phần lớn của Szydłów bị đốt cháy trong một vụ hỏa hoạn. Vào thời điểm đó, một số người Do Thái định cư ở thị trấn, người vào năm 1534 - 1564 đã xây dựng giáo đường đầu tiên.
Thời gian tốt đẹp đã kết thúc vào nửa đầu thế kỷ XVII. Năm 1630, Szydłów bị thiêu bởi những người lính đánh thuê nổi loạn, những người không được trả lương. Không thể vào thị trấn kiên cố, lính đánh thuê đã đốt cháy vùng ngoại ô, và ngọn lửa đã chạm tới Szydłów. Cuộc xâm lược Ba Lan của Thụy Điển (1655 - 1616), và cuộc xâm lược của quân đội George II Rakoczi (xem Hiệp ước Radnot) đã phá hủy gần như toàn bộ mọi thứ, sau đó dân số của thị trấn giảm từ 1.300 xuống còn 350, và số lượng nhà giảm xuống còn 54 (như năm 1663). Sau những xung đột này, Szydłów không bao giờ lấy lại được sự thịnh vượng trước đó. Năm 1789, Szydłów có một tòa thị chính bằng đá, 5 nhà máy trên sông Ciekąca và 196 ngôi nhà, nhiều trong số đó bị bỏ hoang. Lâu đài đã bị hủy hoại, và đến năm 1827, số lượng nhà đã tăng lên 202, và dân số lên tới 1.550.
Sau phân vùng thứ ba của Ba Lan (1795), Szydłów bị Đế quốc Áo sáp nhập, nhưng vào năm 1809, nó trở thành trụ sở của một hạt trong Công tước Warsaw. Năm 1815, nó trở thành một phần của Quốc hội Ba Lan và năm 1850, chính quyền Nga đã thanh lý Hạt Szydłów, sáp nhập với Hạt Stopnica. Năm 1869, địa vị pháp lý của Szydłów đã bị giảm xuống thành một ngôi làng như một hình phạt cho sự tham gia của cư dân trong cuộc nổi dậy tháng giêng,.
Năm 1929, Szydłów, đã là một phần của Kielce Voivodeship, có 2.246 người, trong đó 30% là người Do Thái. Trong Thế chiến II, người Đức đã mở một khu ổ chuột ở đây và chính ngôi làng đã bị phá hủy một phần. Năm 1960 dân số chỉ còn là 1.402.

## Địa điểm thú vị
- Trung tâm thị trấn thời trung cổ, với bức tường phòng thủ dài 700 mét. Trong số ba cổng, chỉ còn cổng Kraków.
- Nhà thờ Thánh Stanisław (thế kỷ XIV)
- Nhà thờ Gothic các Thánh (thế kỷ XIV - XV)
- Lâu đài Hoàng gia thế kỷ XIV ở Szydłów, được xây dựng lại vào thế kỷ XVI. Tòa nhà chính của khu phức hợp đang bị hủy hoại, hiện tại lâu đài có thư viện và bảo tàng. Nó được đưa vào thông qua một cổng thế kỷ XVII.
- Tàn tích của Nhà thờ và Bệnh viện Chúa Thánh Thần (thế kỷ XVI)
- Giáo đường Do Thái cuối thời Phục hưng (thế kỷ XVI), hiện là Bảo tàng Văn hóa Do Thái.

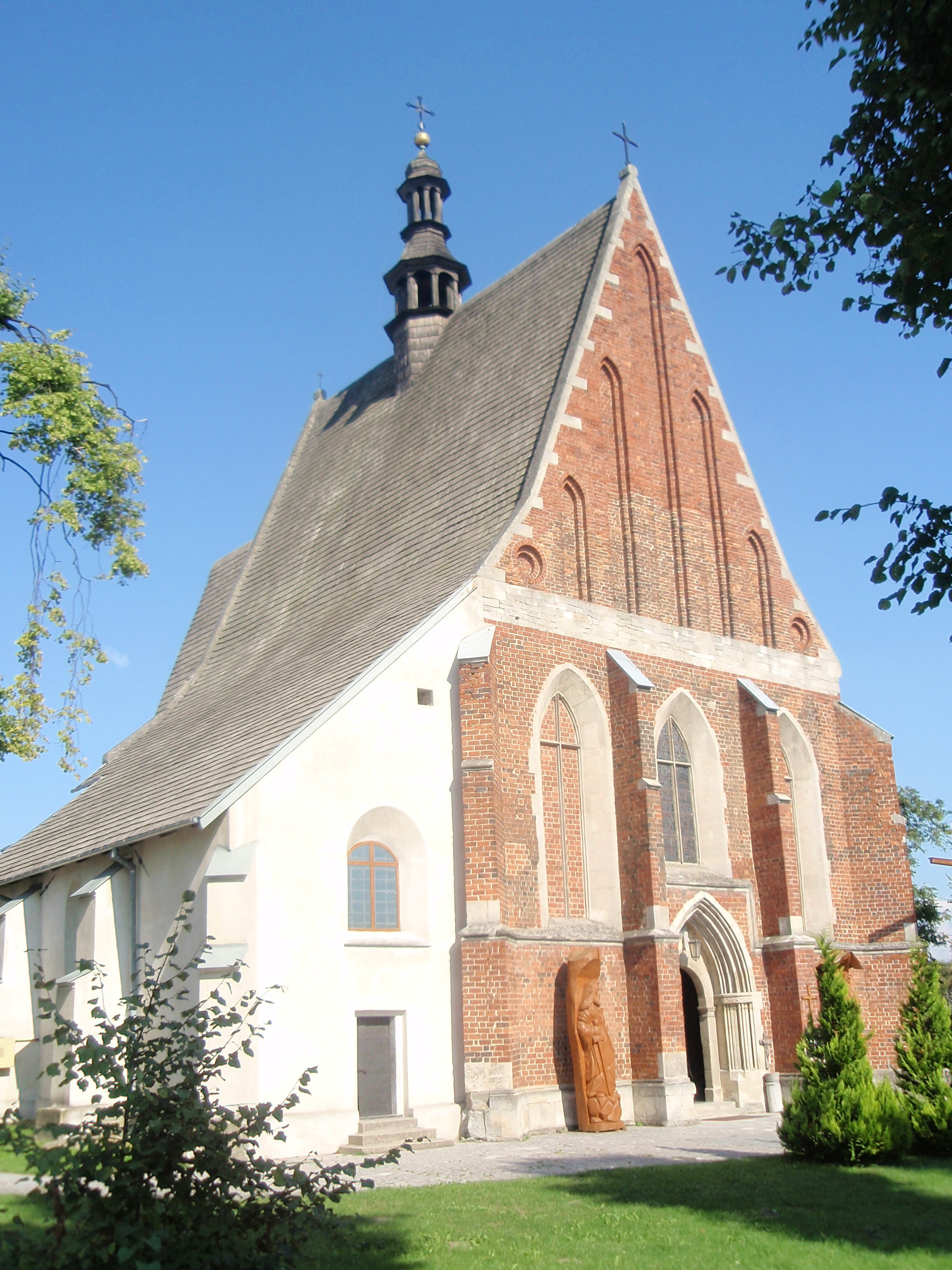
Nhà thờ Saint Władysław
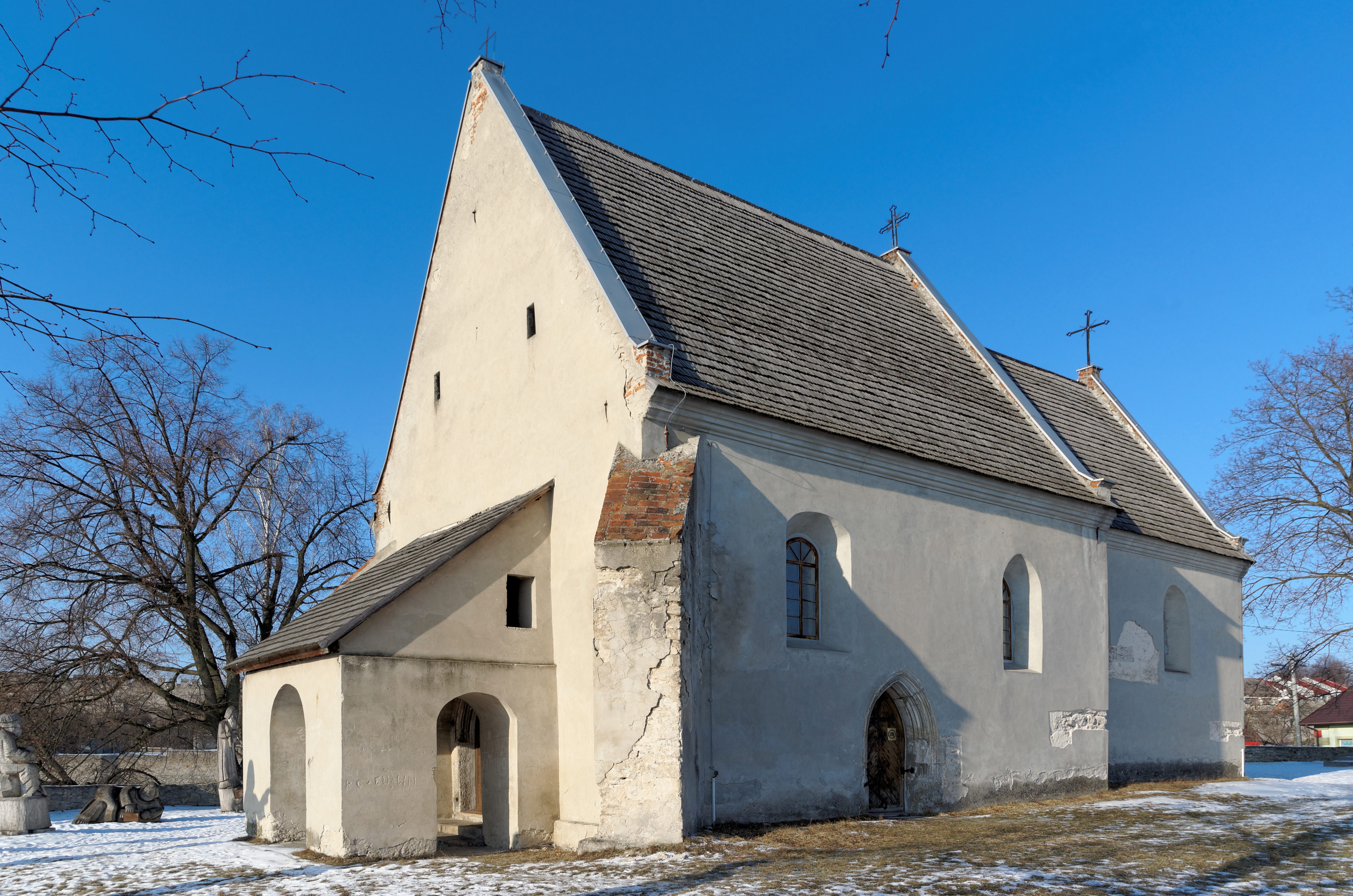
Nhà thờ Szydłów
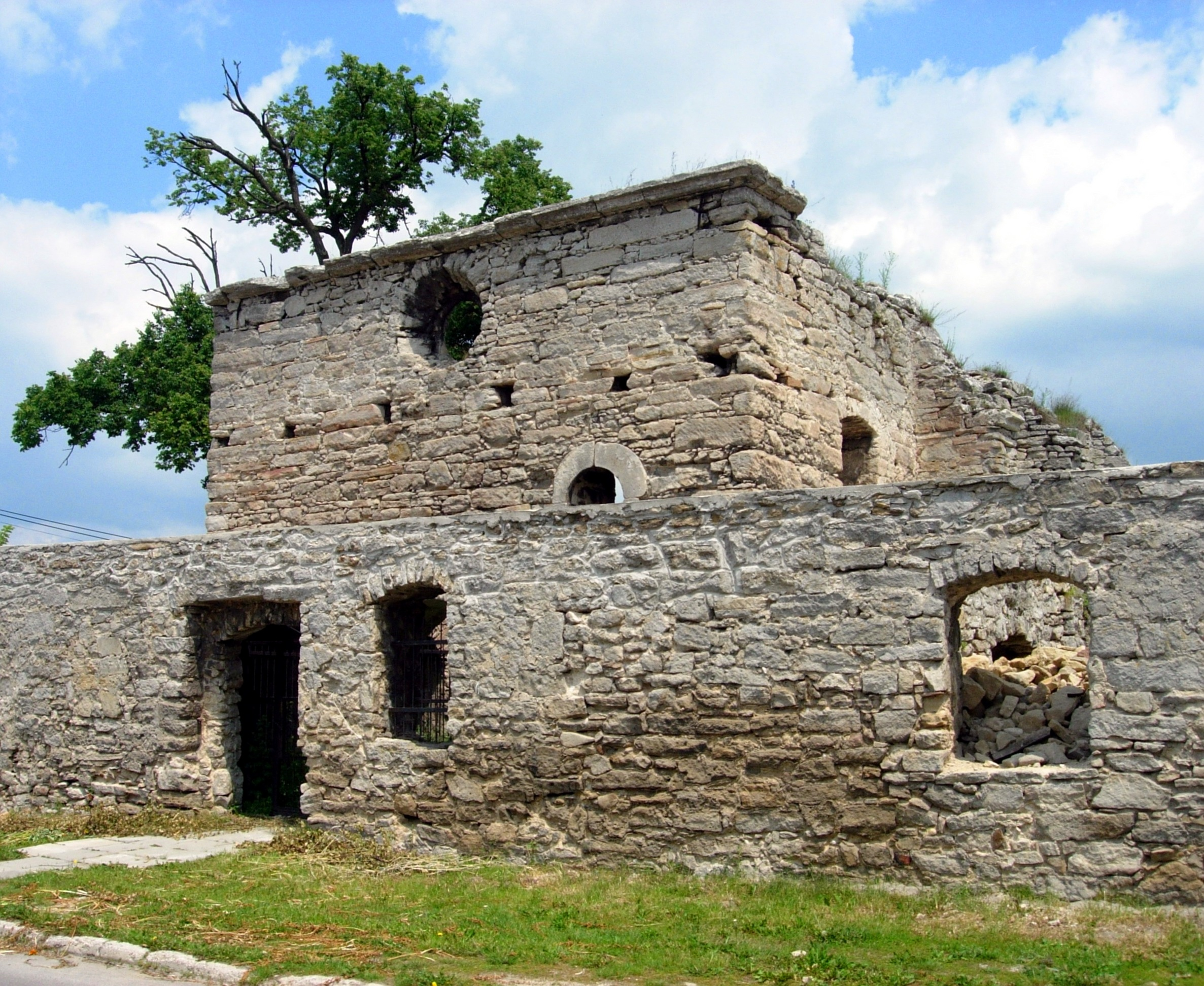
Di tích nhà thờ cũ
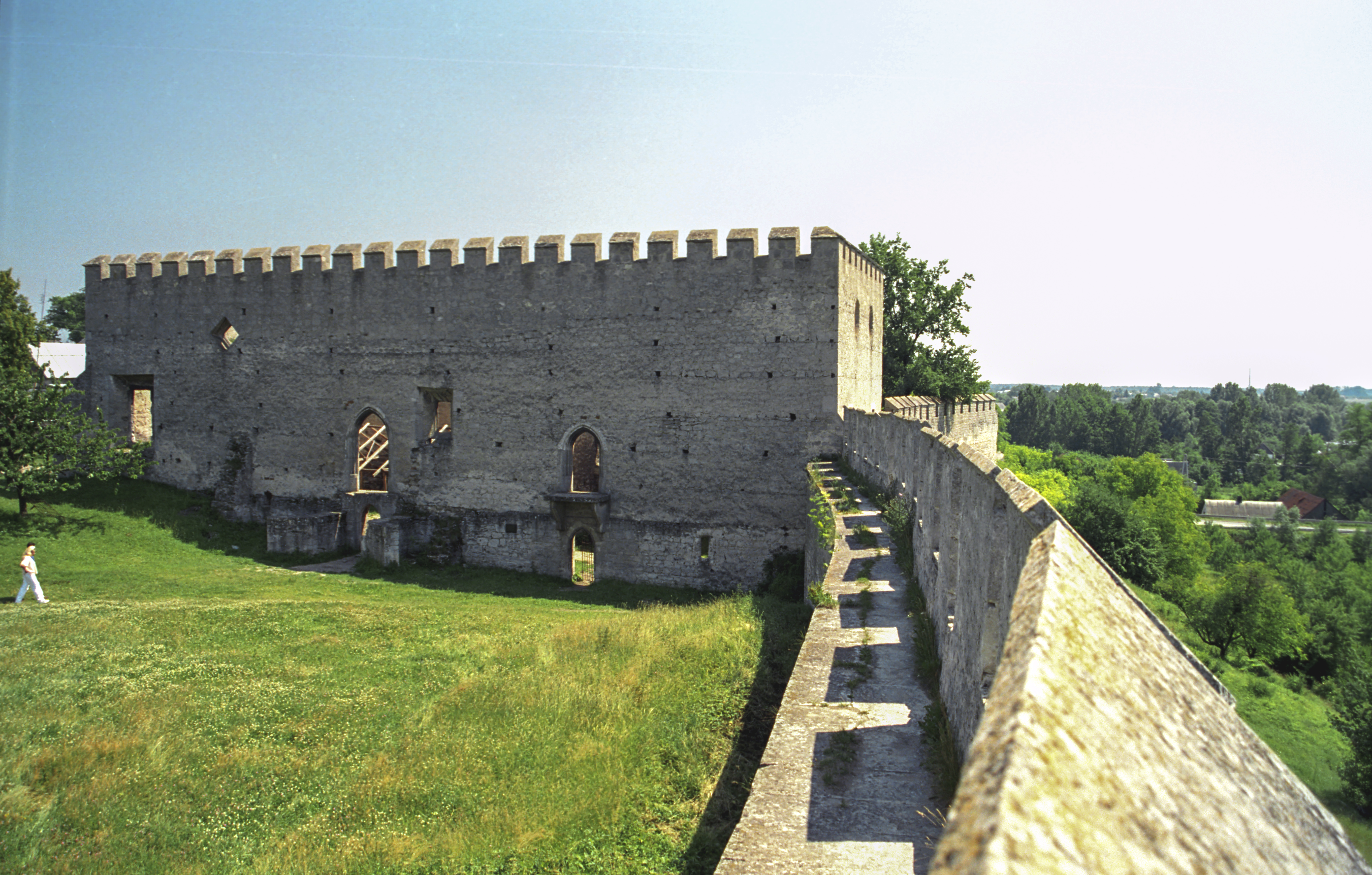
Sân của lâu đài
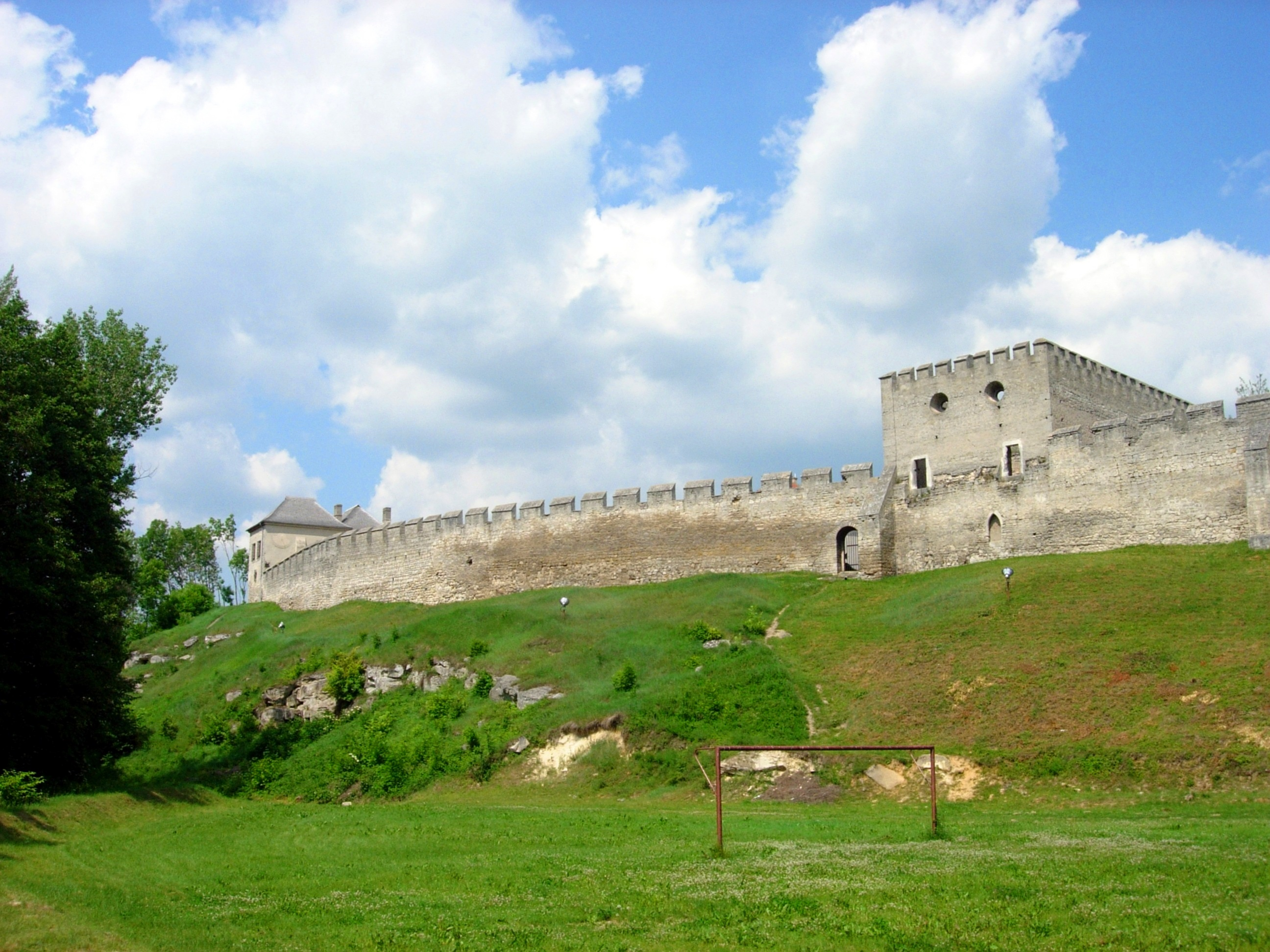
Lâu đài Szydłów
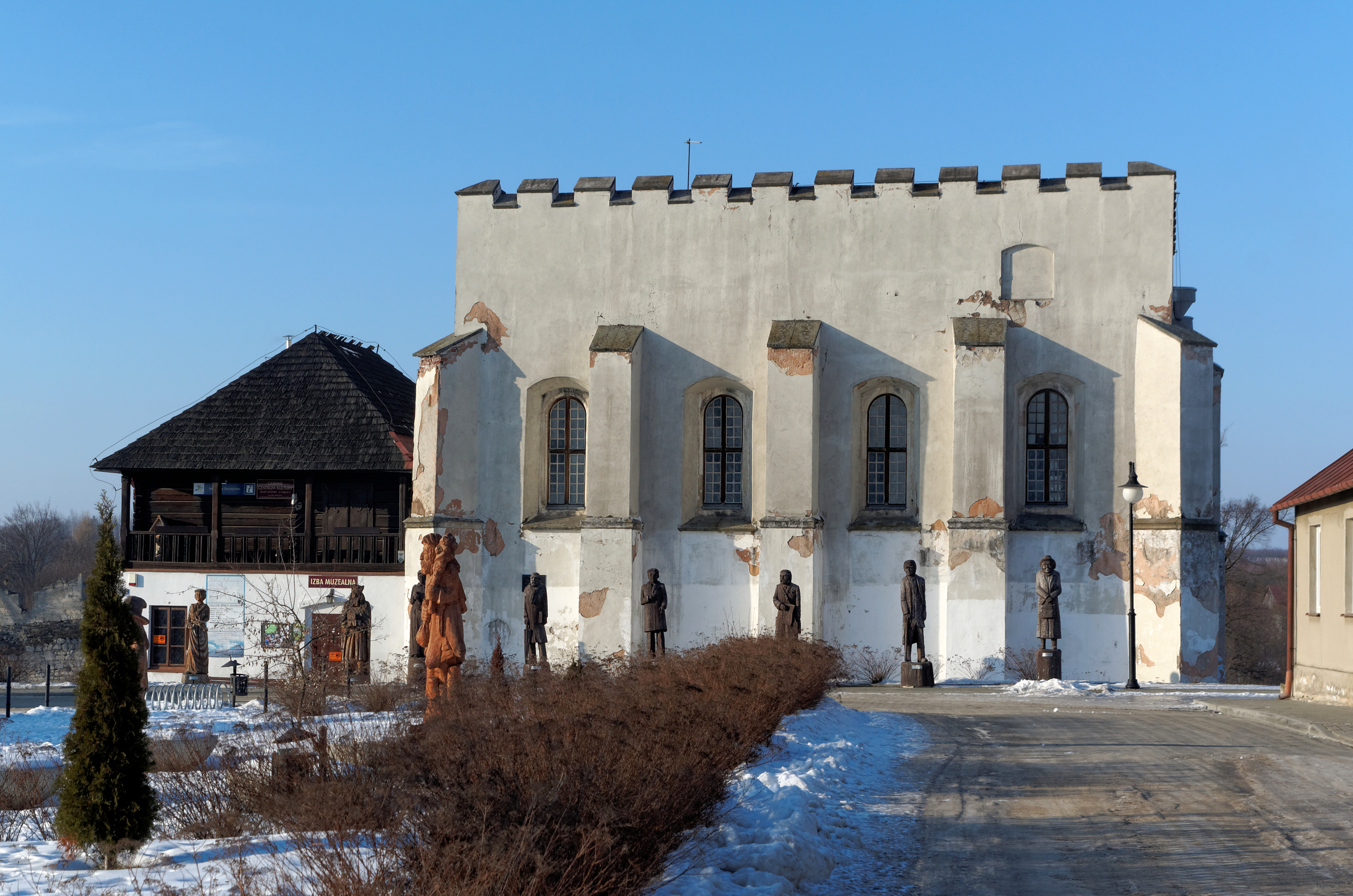
Giáo đường Do Thái Szydłów